# The Majority Says
The Majority Says är en svensk popgrupp baserade i Linköping och Stockholm som bildades 2010. De uppmärksammades stort efter att låten "114" spelats i en reklamkampanj för Viasat Film som visades under 2012 i nationell TV i Skandinavien. Bandets låtar har använts i amerikanska TV-serier som bland annat Pretty Little Liars och även i två tyska långfilmer. I december 2013 släppte The Majority says sin andra EP "Between Love And Simple Friends". Deras internationella debutalbum "The Majority Says" släpptes i augusti 2014. 
Bandet har turnerat flitigt genom åren och spelat på bland annat Peace & Love, Rock am Ring, SXSW och Berlin Festival. The Majority Says har tidigare agerat förband till artisterna Erik Hassle, Veronica Maggio och James Blunt.

## Historik

### 2010–2012
The Majority Says bildades hösten 2010 i Linköping. Samma år beslutade bandet och Mio Negga att de skulle gå skilda vägar efter att varit verksamma sedan 2005. Då anslöt sig Hanna Antonsson och Axel Engström till bandet och i november 2010 påbörjade bandet sitt första fullängdsalbum "Under Streetlights" som endast släpptes i en småskalig upplaga 2012 i Skandinavien.

### 2012–2014
I februari 2012 släppte The Majority Says EP:n "Best Night Ever" innehållande bland annat spåret "114" som användes i Viasats reklamfilm för Viasat Film. Den visades i Skandinavisk och Östeuropeisk TV och spelades även i ett avsnitt av den amerikanska dokusåpan The Real L Word (Showtime). "114" hamnade på P3:s "Låtduellens Hall-Of-Fame".
Bandets låt "Kings of the night" var med i ett avsnitt i den amerikanska tv-serien Pretty Little Liars (ABC-Family). Den användes även till det amerikanska klädmärket Houghton NYC:s kampanj för vårkollektionen 2013. I juni 2013 gjorde bandet en cover på One Directions låt "Little Things" till en TV-reklamkampanj för matvarukedjan Lidl i Storbritannien. I december 2013 släpptes EP:n "Between Love And Simple Friends" med bland annat spåret "Run Alone". Låten är med i de två tyska långfilmerna "Vaterfreuden" och "Irre sind männlich" som visades på biograferna i Tyskland under våren 2014.
I januari och juli 2014 besökte bandet Berlin Fashion Week där de spelade på den tyska modeskaparen Michael Michalskys event "StyleNite" och under Laurèls modevisning. Deras första internationella album "The Majority Says" släpptes i augusti 2014 via skivbolaget Warner Music Group. Sommaren och hösten 2014 agerade bandet förband till den tyska artisten Philipp Poisel under hans Tysklandsturné och till James Blunt på hans tre Sverigespelningar, där en av spelningarna ägde rum på Hovet i Stockholm.

### 2014 - Nutid
Under 2015 går bandet skilda vägar med Emil Berg och Axel Engström (Coach Jonsson) för deras respektive soloprojekt och efter sommarturnén samma år tog bandet ett uppehåll. I mars 2017 meddelade bandet på sina sociala medier att de påbörjat arbetet med en ny skiva.

## Diskografi

### Album
- 2012 - Under Streetlights - (Endast i Skandinavien)
- 2014 - The Majority Says

### EP
- 2012 - Best Night Ever
- 2013 - Between Love And Simple Friends

### Singlar
- 2011 - Kings Of The Night
- 2011 - Trouble
- 2012 - 114
- 2013 - Where Is The Line
- 2014 - Run Alone
- 2014 - Silly Ghost

## Musiktävlingar
- 2007 - Rockkarusellen - Vinnare.
- 2007 - MusikDirekt - "Östergötlands bästa liveband .
- 2008 - Emergenza Festival - "Stockholms bästa liveband".
- 2012 - P3 - Vinnare av "Låtduellens Hall-of-fame".

## Bandmedlemmar
- Hanna Antonsson
- Timo Krantz
- Jonathan Lennerbrant
- Mathias Jonasson

### Tidigare bandmedlemmar
- Lovisa Negga
- Emil Berg
- Coach Johnsson